# Muhammad Osamanmusa
Muhammad Osamanmusa (in thailandese มูฮัมหมัด อุสมานมูซา; Bangkok, 19 gennaio 1998) è un giocatore di calcio a 5 thailandese.

## Biografia
Osamanmusa è nato a Bangkok da padre ghanese e madre thailandese. Rimasto orfano del padre in tenera età, è stato cresciuto dalla nonna mentre la madre lavorava all'estero. 

## Carriera
Pivot vecchio stampo, forte fisicamente e con un tiro potente, Osamanmusa ha iniziato a giocare a calcio a 5 nel Bangkok BTS per poi militare nelle principali squadre thailandesi. Nel febbraio del 2018 si trasferisce per alcuni mesi al Santiago, con cui debutta nella Primera División spagnola. In seguito, ritorna in Spagna per giocare con il Córdoba. Con la Nazionale di calcio a 5 della Thailandia ha preso parte a due edizioni della Coppa del Mondo (2021 e 2024).

## Palmarès
- Campionato thailandese: 2
Port: 2019
Chonburi: 2020

- Supercopa de España: 1
Cartagena: 2025